# Campo de refugiados de Nong Chan
El Campo de refugiados de Nong Chan fue un campo de refugiados situado en Nong Chan, en el distrito de Khok Sung, provincia de Sa Kaeo (Tailandia). Se trató de uno de los primeros campos organizados en la frontera entre Tailandia y Camboya para recibir a los refugiados jemeres que huían de Camboya, famélicos y con problemas sanitarios, huyendo de la invasión del país por parte de las tropas vietnamitas, en 1979. A finales de 1984 fue destruido por parte del ejército vietnamita, momento en que su población fue transferida al Campo de refugiados Site Two.

## Historia
Hacia la década de 1950, al emplazamiento del futuro campo de Nong Chan se estableció un campamento de los Jemeres Serei, cerca del pueblo tailandés de Ban Nong Chan. Los Jemeres Serei se oponían al gobierno del príncipe Norodom Sihanouk, y utilizaban la frontera entre Tailandia y Camboya para escapar de las autoridades fieles a Sihanouk. Hasta la década de 1970 fue ocupado por bandidos y traficantes. A partir de la llegada de los Jemeres rojos al poder, varios refugiados camboyanos se establecieron, conformando un movimiento de resistencia. El 8 de junio de 1979 el ejército tailandés trasladó miles de refugiados provenientes de Nong Chan hacia el templo de Prasat Preah Vihear, cerca de la frontera, desde donde los refugiados eran repatriados a Camboya a través de un campo de minas.
A finales de agosto de 1979, Kong Sileah, un antiguo oficial de la marina, estableció el movimiento resistente MOULINAKA en Nong Chan. Kong Sileah insistió en que los suyos, aproximadamente, 100 guerrilleros estuvieran apartados de los otros 13 000 civiles que habitaban el campo; pasó a ser conocido por la integridad que mostró en los acuerdos con las agencias de ayuda humanitaria del campo. Alentado por el buen funcionamiento del campo, el Comité Internacional de la Cruz Roja construyó un hospital en la parte del campo donde operaba el MOULINAKA.
El 8 de noviembre de 1979 hubo una pelea en el campo cuando un soldado tailandés fue acusado de violar una chica jemer, siendo disparado y resultado muerto. El comandante militar del campo, el coronel Prachak Sawaengchit, ordenó a sus tropas que cerraran el campo de Nong Chan -entonces conocido como Camp 511-, matando alrededor de 100 refugiados. El incidente recibió mucha atención internacional puesto que Rosalynn Carter, primera dama de los Estados Unidos, tenía que visitar el Campo de refugiados de Sa Kaeo el día siguiente.
Entre el 1980 y el 1984 el campo fue un objetivo frecuente de los ataques de las tropas vietnamitas. Finalmente, unos 2 000 soldados vietnamitas atacaron el emplazamiento el 18 de noviembre de 1984, que fue abandonado definitivamente el 30 de noviembre siguiente. La población, entonces consistente en 30 000 refugiados, fue evacuada al Site 3 (Ang Sila), una cantera de laterita situada a 4 km al oeste. También se estableció un nuevo campo al Site 6 (Prey Chan). Muchos de estos refugiados acabaron en el centro de Khao-I-Dang, y el resto fueron reubicados en el Campo de refugiados Site Two, a mediados de 1985.